# Traité de Worms (1743)
 (mai 2023).
Le traité de Worms est un traité d'alliance signée le 13 septembre 1743 par l'Autriche de Marie-Thérèse, la Grande-Bretagne de George II et le royaume Sardaigne de Charles-Emmanuel III, dans le cadre de la guerre de Succession d'Autriche, commencée à la fin de 1740.

## Contexte

### La guerre de Succession d'Autriche
Elle éclate à la suite de l'avènement de Marie-Thérèse en 1740 à la tête des possessions patrimoniales de la maison de Habsbourg : archiduché d'Autriche, royaume de Hongrie, royaume de Bohême, etc.
Le conflit oppose d'abord la Prusse de Frédéric II et l'Autriche (première guerre de Silésie), puis interviennent la Bavière de Charles Albert, qui va se faire élire empereur (Charles VII), la France de Louis XV, ainsi que l'Espagne de Philippe V, dont le fils Charles est roi de Sicile (Sicile et Naples). La Grande-Bretagne se range au contraire aux côtés de l'Autriche, ainsi que les Provinces-Unies.

### La convention de Turin (février 1742)
L'arrivée en Italie du Nord, en 1741, de troupes espagnoles et siciliennes, qui visent principalement le Milanais, amène le roi de Sardaigne, qui règne non seulement sur la Sardaigne mais aussi sur le Piémont et la Savoie) à conclure avec l'Autriche la convention de Turin, signée le 1er février 1742.

### Succès autrichiens de 1742-1743
En 1742-1743, l'Autriche réussit à faire la paix avec la Prusse (traité de Breslau), à soumettre la Bavière et à refouler les armées françaises d'abord de Bohême (reprise de Prague en décembre 1742), puis hors d'Allemagne (bataille de Dettingen, juin 1743).
En Italie, la situation est moins favorable aux Autrichiens et à leurs alliés sardes.

## Le traité de Worms

### Contenu
Le roi de Sardaigne renonce à toutes prétentions sur le Milanais (passé en 1713 de la domination espagnole à la domination autrichienne) et s'engage à soutenir l'Autriche avec 40 000 hommes et 5 000 chevaux.
Marie-Thérèse cède au roi de Sardaigne la ville de Plaisance et une partie du duché de Parme et Plaisance, le pays de Vigevano près de Pavie, la partie du comté d'Anghiera sur la rive ouest du lac Majeur. Elle s'engage à maintenir 30 000 hommes en Italie, sous commandement sarde.
Le roi d'Angleterre s'engage à payer 200 000 livres sterling à la république de Gênes pour que celle-ci cède le marquisat de Finale au roi de Sardaigne ; à maintenir une escadre en Méditerranée ; à verser 200 000 livres sterling pour l'entretien de l'armée austro-sarde, à condition que de son côté la Sardaigne fournisse 45 000 hommes.

### Suites
En Angleterre, le traité est présenté à la chambre des Communes en janvier 1744 et ratifié le 1er février.
Dans le camp adverse, la France et l'Espagne, qui ont toutes deux des rois de la famille de Bourbon, renforcent leur alliance en signant le second traité de l'Escorial (25 octobre 1743) ; puis, au début de 1744, la France déclare formellement la guerre à l'Autriche (15 mars 1744), alors que jusqu'à cette date, les troupes françaises opéraient en Allemagne et en Bohême sous couvert de la Bavière.